# Bastyda

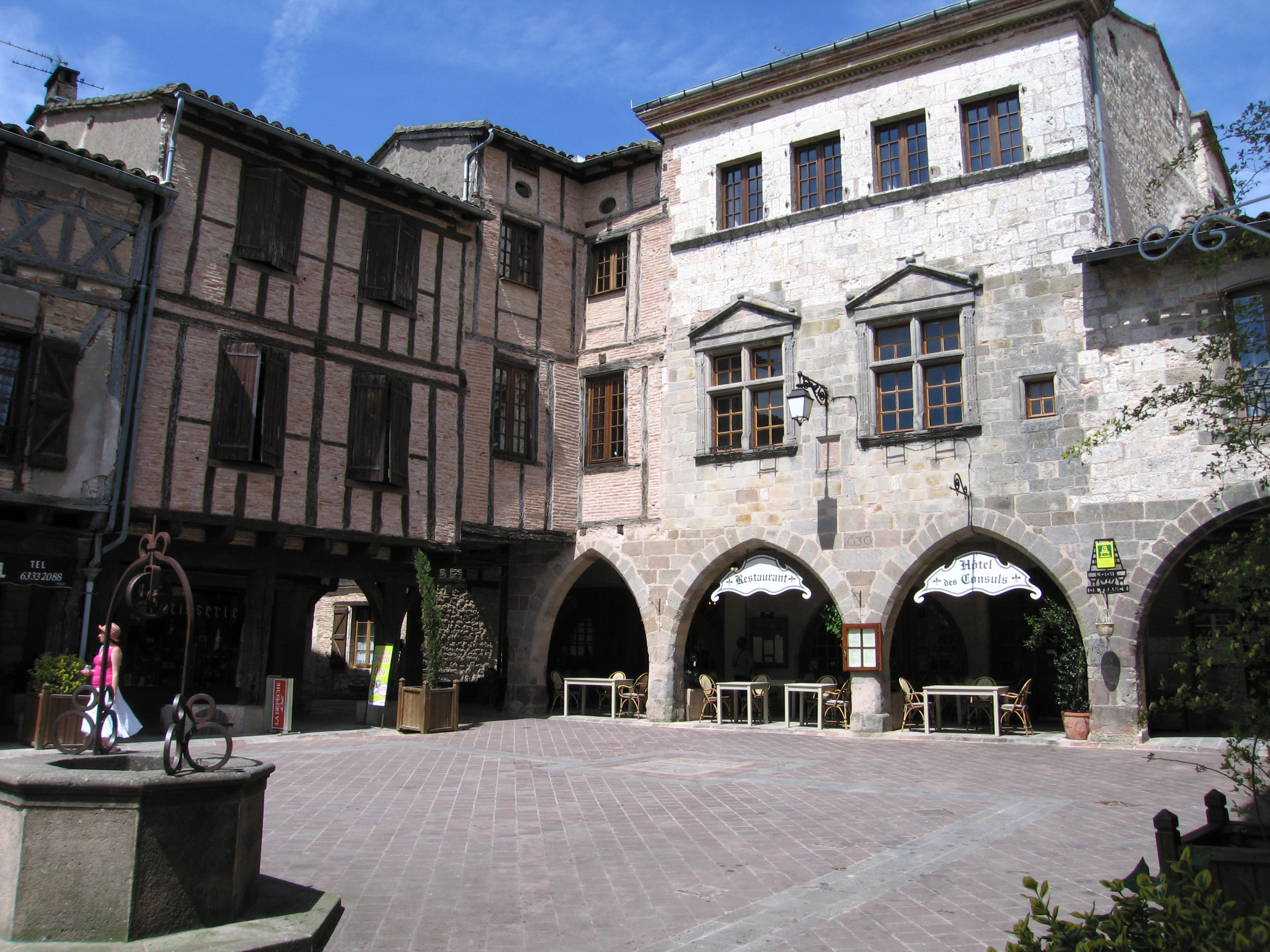
Plac bastydy Castelnau-de-Montmiral (dep. Tarn)

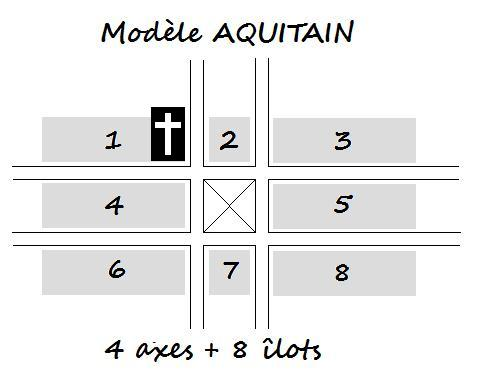
Rozplanowanie bastydy (według schematu akwitańskiego)

Bastyda (fr. bastide z prowansalskiego bastida) – typ niewielkiej warownej osady miejskiej, w średniowieczu charakterystyczny dla obszarów południowo-zachodniej Francji.
Bastydy tworzono jako nowe skupiska populacji („miasta nowe” – villes neuves) z inicjatywy władzy senioralnej, królewskiej bądź kościelnej. Specjalnym aktem fundacyjnym zakładano je na regularnym planie dostosowanym jednak do naturalnego ukształtowania terenu. Centrum stanowił czworoboczny plac otoczony domami o arkadowych podcieniach; w jego pobliżu lokowano kościół. Wyloty ulic w narożnikach placu często zwężano dla celów obronnych, przesklepiając je też arkadowo. 
Osad takich powstało ok. 400, najwięcej podczas wojny stuletniej. Do charakterystycznych i najlepiej zachowanych należą m.in. Villeneuve-sur-Lot, Montauban, Monpazier, Mirepoix, Villefranche-de-Rouergue i Sauveterre-de-Rouergue.
Nazwą tą określano również element miejskich fortyfikacji o charakterze baszty wartowniczej.